# Huntsville (Tennessee)
Pour les articles homonymes, voir Huntsville.
Huntsville est une ville du comté de Scott dans l'État du Tennessee aux États-Unis. Huntsville est le siège de ce comté.